# 비외른 브레기
비외른 브레기(Björn Bregy, 1974년 9월 30일 ~ )는 스위스 출신의 킥복싱 선수다. 신장 202cm에 체중 123kg의 거구이며 별명은 '더 락'(바위)이다.

## 생애
비욘 하인리치 브레기(영어: Bjorn Heinrich Bregy), 1974년 9월 30일 스위스에서 태어났다. 주 베이스는 킥복싱으로, 소속팀은 마이크스 짐 소속이다. 신장 조건이 대체적으로 좋지만 느린 스피드와 약한 맷집 때문에 K-1에서는 인지도가 낮은 편이다.

## 킥복싱 전적
(2006년 이후)
- 14전 9승 5패 (7 KO)

| 경기일자        | 상대                | 결과 | 내용           | 대회                           |
| --------------- | ------------------- | ---- | -------------- | ------------------------------ |
| 2009년 8월 29일 | 아틸라 카라치       |      |                | It's showtime                  |
| 2009년 5월 16일 | 아쉰 발락           | 패   | 4R 연장판정    | It's Showtime                  |
| 2008년 10월 5일 | 알렉세이 이그나쇼프 | 패   | 3R 판정        | KO 이벤트 -Tough is not enough |
| 2008년 4월 26일 | 에롤 짐머맨         | 패   | 3R 2분 59초 KO | K-1 월드 GP 2008 in Amsterdam  |
| 2008년 4월 26일 | 얀 노르키아         | 승   | 1R 1분 10초 KO | K-1 월드 GP 2008 in Amsterdam  |
| 2008년 2월 9일  | 폴라 마타에리       | 승   | 2R 1분 12초 KO | K-1 월드 GP 2008 in Budapest   |
| 2007년 8월 12일 | 레이 세포           | 승   | 3R 판정        | K-1 월드 GP 2007 in Las Vegas  |
| 2007년 6월 23일 | 폴 슬로윈스키       | 패   | 2R 2분 25초 KO | K-1 월드 GP 2007 in Amsterdam  |
| 2007년 6월 23일 | 마고메드 마고메도프 | 승   | 2R 2분 12초 KO | K-1 월드 GP 2007 in Amsterdam  |
| 2007년 6월 23일 | 브렛 워리스         | 승   | 3R 판정        | K-1 월드 GP 2007 in Amsterdam  |
| 2006년 9월 30일 | 세미 슐트           | 패   | 1R 2분 11초 KO | K-1 월드 GP 2006 final 16      |
| 2006년 7월 30일 | 나카사코 츠요시     | 승   | 1R 2분 35초 KO | K-1 월드 GP 2006 in Sapporo    |
| 2006년 5월 13일 | 구칸 사키           | 승   | 1R 1분 44초 KO | K-1 월드 GP 2006 in Amsterdam  |
| 2006년 5월 13일 | 나오폴 아이언렉     | 승   | 2R 1분 40초 KO | K-1 월드 GP 2006 in Amsterdam  |
| 2006년 5월 13일 | 프레디 케마요       | 승   | 3R 1분 10초 KO | K-1 월드 GP 2006 in Amsterdam  |

## 타이틀
- K-1 암스테르담 GP 2006 챔피언